# Ferrovia de alta velocidade Pequim–Xangai
A ferrovia de alta velocidade Pequim–Xangai (ou ferrovia de alta velocidade Jinghu, do nome em chinês) é uma ferrovia de alta velocidade que conecta duas importantes zonas econômicas da República Popular da China: o Cinturão Econômico de Bohai e o Delta do Rio Yangtzé. A construção começou em 10 de abril de 2008, e foi aberta ao público em 30 de junho de 2011. A ferrovia de 1.318 km de extensão, é a maior linha ferroviária de alta velocidade já construída em uma única fase do mundo.
A linha é uma das ferrovias de alta velocidade mais movimentadas do mundo, transportando cerca de 180 milhões de passageiros em 2017, mais do que o número anual de passageiros do TGV e do ICE. É também a linha de trem bala da China mais lucrativa, tendo um lucro de 6,6 bilhões de yuans em 2015.
A ferrovia foi a primeira projetada para uma velocidade máxima operacional de 380 km/h. O trem expresso de Pequim a Xangai, tem uma duração esperada de 3 horas e 58 minutos, fazendo-o um dos trens mais rápidos do mundo, comparado com as 9 horas 49 minutos dos trens convencionais paralelos à ferrovia de alta velocidade. Entretanto, primeiramente os trens estavam limitados a uma velocidade máxima de 300 km/h, com os trens mais rápidos levando cerca de 4 horas e 48 minutos para percorrer a distância entre Pequim e Xangai, com uma parada em Nanquim. Em 21 de setembro de 2017, a velocidade máxima foi aumentada para 350 km/h, com a introdução dos trens Fuxing. Com isso, o tempo de viagem foi reduzido para 4 horas e 18 minutos nos trens mais rápidos, alcançando uma velocidade média de 291 km/h ao longo de 1.302 km de ferrovia, assim se tornando o serviço ferroviário mais rápido do mundo.